# Куклин, Михаил Алексеевич
Михаи́л Алексе́евич Ку́клин (21 ноября 1910, Шулындино, Ронгинская волость, Царевококшайский уезд, Казанская губерния, Российская империя — 11 сентября 1994, Советский, Марий Эл, Россия) — советский военный деятель. В годы Великой Отечественной войны — командир миномётной роты 1158 стрелкового полка 352 стрелковой дивизии 36 стрелкового корпуса 5-й армии на западных фронтах, капитан. Кавалер 6 орденов, в том числе 3 орденов Отечественной войны. Член ВКП(б) с 1942 года.

## Биография
Родился 18 ноября 1910 года в дер. Шулындино ныне Советского района Марий Эл в крестьянской семье.
Сначала учился в Кюрсолинской церковно-приходской школе, с 1921 года — в Ронгинскую школу первой ступени. В 1931 году окончил Кукарский педагогический техникум Ронгинского района Марийской автономной области, по окончании которого год проработал учителем начальных классов в одной из школ Кировской области. Затем до 1933 года проработал заведующим Норкинской начальной школой Оршанского района МАО.
В ноябре 1933 года призван в РККА, где прослужил до 1936 года. Вернувшись на родину, работал школьным инспектором Ронгинского РОНО Марийской АССР. Заочно окончил Марийский учительский институт.
В 1938 году подвергся репрессиям: был объявлен сыном «врага народа», был уволен с работы и исключён из рядов ВЛКСМ. В 1940 году восстановлен в правах и назначен директором Вятской семилетней школы родного района, где проработал до начала Великой Отечественной войны.
В 1941 году вновь призван в Красную Армию. Участник Великой Отечественной войны: с сентября 1941 года — курсант Подольского пехотного училища. После выпуска из училища и вступления в ВКП(б) в 1942 году — командир миномётного взвода 48 стрелковой бригады Калининского фронта; командир миномётной роты 1158 стрелкового полка 352 стрелковой дивизии 36 стрелкового корпуса 5-й армии на западных фронтах, старший лейтенант. В декабре 1943 года Ронгинская районная газета Марийской АССР «Социализм верч» («За социализм») опубликовала его письмо с фронта «Я истребил 400 гитлеровцев». Искусный, стойкий офицер, обучил мастерству десятки миномётчиков, неоднократно поднимал роту на рукопашный бой, где выходил победителем. Участвовал в обороне Москвы, в освобождении городов Волоколамск, Торопец, Ржев, Смоленск, Гродно, Сывалки, Лагда и других. Был участником освобождения Польши и Прибалтики, лагеря смерти Освенцима. Был дважды ранен, контужен. Войну закончил в Чехословакии. После окончания войны в течение восьми месяцев находился в оккупационных войсках в Германии и Венгрии. Демобилизовался из армии в январе 1946 года. Награждён орденами Красного Знамени, Отечественной войны II и I степени (дважды), Александра Невского, Красной Звезды и медалями.
После войны работал на родине: директором межрайонной колхозной школы, председателем колхоза «12-я годовщина Октября» / «Рассвет» д. Фокино, мастером и прорабом на строительных объектах п. Советский, в 1963—1972 годах — начальником штаба гражданской обороны Советского района Марийской АССР.
Скончался 11 сентября 1994 года в п. Советский Марий Эл. Похоронен на кладбище с. Вятское Советского района Марий Эл.

## Награды
- Орден Красного Знамени (21.03.1943)[3][6][7]
- Орден Отечественной войны I степени (25.05.1945, 06.04.1985)[3][6][7]
- Орден Отечественной войны II степени (08.11.1944)[3][6][7]
- Орден Александра Невского (05.04.1945)[3][6][7]
- Орден Красной Звезды (18.02.1943)[3][6][7]
- Медаль «За оборону Москвы»[3][6][7]
- Медаль «За победу над Германией в Великой Отечественной войне 1941—1945 гг.»[3][6][7]
- Медаль «За доблестный труд. В ознаменование 100-летия со дня рождения Владимира Ильича Ленина»

## Память
- В 1994 году Постановлением Администрации Советского района Республики Марий Эл в честь героя Великой Отечественной войны М. А. Куклина названа одна из улиц посёлка Советский[4][5][7][8].
- Коллекция документов и фотографий М. А. Куклина хранится в Советском районном краеведческом музее имени Э. М. Иванова Марий Эл.